# Alimentador Collique (Metropolitano)
El servicio AN-04 o alimentador Collique del Metropolitano conecta la Estación Los Incas con el distrito de Comas, recorriendo en la mayoría la av. Tupac Amaru

## Características

### Horarios
| Servicio Alimentador | Lunes a Sabado | Lunes a Sabado | Domingo       | Domingo       |
| Servicio Alimentador | De ida         | De vuelta      | De ida        | De vuelta     |
| -------------------- | -------------- | -------------- | ------------- | ------------- |
| Regular              | 05:30 - 00:00  | 05:00 - 23:30  | 05:30 - 23:00 | 05:00 - 22:30 |

### Tarifas
| Usuarios    | Regular | Expreso |
| ----------- | ------- | ------- |
| General     | S/ 1.50 | S/ 1.00 |
| Estudiantes | S/ 0.75 | S/ 0.50 |
| CONADIS     | Gratis  | Gratis  |

## Recorrido
| Ida Collique     | Estación Los Incas - Avenida Universitaria - Avenida Los Incas - Av. Túpac Amaru - Av. Revolución. |
| Vuelta Los Incas | Av. Revolución - Av. Túpac Amaru - Avenida Los Incas - Estación Los Incas                          |

## Paraderos
| N° | Paradero          | Común con        |
| -- | ----------------- | ---------------- |
| 1  | Los Incas         |                  |
| 2  | Universitaria     | AN-09            |
| 3  | Fe y Alegría      | AN-08 AN-09AN-19 |
| 4  | Sánchez Cerro     |                  |
| 5  | Julio C. Tello    |                  |
| 6  | Cerro de Pasco    |                  |
| 7  | Ramón Castilla    |                  |
| 8  | Andahuaylas       |                  |
| 9  | Piura             |                  |
| 10 | Francisco de Zela |                  |
| 11 | Río Seco          |                  |

| N° | Paradero          | Común con        |
| -- | ----------------- | ---------------- |
| 1  | Río Seco          |                  |
| 2  | Francisco de Zela |                  |
| 3  | Piura             |                  |
| 4  | Andahuaylas       |                  |
| 5  | Ramón Castilla    |                  |
| 6  | Arica             |                  |
| 7  | Julio C. Tello    |                  |
| 8  | Sánchez Cerro     |                  |
| 9  | Fe y Alegría      | AN-08 AN-09AN-19 |
| 10 | Universitaria     | AN-09            |
| 11 | Los Incas         |                  |